# La larga huida del infierno
La larga huida del infierno  (título original en inglés: Long Hard Road Out of Hell) es la autobiografía de Marilyn Manson, líder de la banda homónima. El libro fue publicado el 14 de febrero de 1998 y escrito con la ayuda de Neil Strauss como escritor fantasma.
Relata la vida de Manson desde que era un niño, nacido con el nombre Brian Hugh Warner the of kids
, hasta los eventos de la polémica gira Dead to the World Tour. También habla sobre los fetiches de su abuelo, incluyendo el bestialismo y el sadomasoquismo, influenciando la formación de Marilyn Manson and the Spooky Kids, y la grabación de Antichrist Superstar. Sus últimas páginas son el diario de la banda durante la gira, documentando eventos en los camerinos y las reacciones de la gente. El libro también incluye numerosas referencias hacia su vida de drogas, sexo, y relaciones disfuncionales que atribuye como causas a su statu quo. También presenta sus trabajos periodísticos, incluyendo un artículo sobre una dominatrix que entrevistó para 25th Parallel.
- Datos: Q2525304